# Diễu hành cho khoa học
Diễu hành cho khoa học (trước đó được biết tới như là Diễu hành của các khoa học gia tới Washington) là một loạt các cuộc mít tinh và tuần hành được tổ chức tại Washington, D.C., và hơn 600 thành phố khác trên toàn thế giới vào ngày Trái Đất, ngày 22 tháng 4 năm 2017. Theo các nhà tổ chức, cuộc diễu hành là một phong trào phi đảng phái để ca tụng khoa học và vai trò của nó trong cuộc sống hàng ngày. Mục đích của các cuộc tuần hành và các cuộc mít tinh là để nhấn mạnh rằng, khoa học giữ gìn lợi ích chung và đòi hỏi chính sách dựa trên bằng chứng vì lợi ích cao nhất của quần chúng. 
Các nhà tổ chức Diễu hành cho khoa học và những người ủng hộ nói rằng, sự hỗ trợ cho khoa học thì nên là không đảng phái  Cuộc diễu hành được tổ chức bởi các nhà khoa học  hoài nghi về chương trình nghị sự của chính quyền Trump, và phê bình các chính sách hành chính của Trump được coi là có tính thù địch với khoa học. [14]. Trang mạng của cuộc diễu hành tuyên bố rằng "chính phủ Mỹ mà không đếm xỉa đến khoa học để theo đuổi các chương trình nghị sự ý thức hệ sẽ gây nguy hiểm cho thế giới".
Các vấn đề đặc biệt của chính sách khoa học được nêu ra bởi những người biểu tình bao gồm hỗ trợ cho việc hoạch định chính sách dựa trên bằng chứng  cũng như hỗ trợ Chính phủ trợ giúp tài chính cho nghiên cứu khoa học, sự minh bạch của chính phủ và sự chấp nhận của chính phủ đối với sự đồng thuận khoa học về biến đổi khí hậu và tiến hóa  Cuộc diễu hành là một phần của hoạt động chính trị ngày càng gia tăng của các nhà khoa học Mỹ sau cuộc bầu cử tổng thống Hoa Kỳ vào tháng 11 năm 2016 và cuộc Tuần hành phụ nữ vào tháng 3 năm 2017.
Robert N. Proctor, một nhà sử học tại Đại học Stanford, nói rằng cuộc Diễu hành cho khoa học là "chưa từng có trước đây về quy mô và chiều rộng của cộng đồng khoa học có liên quan" và bắt nguồn từ "một nhận thức rộng hơn về một cuộc tấn công dữ dội vào những quan niệm bất khả xâm phạm của sự thật mà thiêng liêng đối với cộng đồng khoa học." 